# Crown Lake
Crown Lake es una serie web de antología estadounidense producida y distribuida por Brat TV. La serie fue creada por Sara Shepard y producida por Shepard junto con Lilia Buckingham. 

## Sinopsis
Ambientada en 1994 y 1995, hasta 2022, la serie sigue a Eleanor «Nellie» Chambers mientras navega como una nueva estudiante en un internado de élite con una guía dejada por una exalumna.

## Reparto

### Principales
- Francesca Capaldi como Eleanor «Nellie» Chambers (temporadas 1-2).

- Emily Skinner como Chloe Hauser (temporadas 1-2).

- Kyla-Drew como Tiffany St. Martin (temporadas 1-2).

- Lilia Buckingham como Heather Masterson (narradora) (temporadas 1-3).

- Ollie Walters como Ryan Baker (temporadas 1-2).

- Glory Curda como Becca Frank (temporadas 1-2).

- Mia Dinoto como Erin Roy (temporadas 1-2).

- Lucas Stadvec como Josh Lewis (temporadas 1-2).

- Alexis Jayde Burnett como Lucy Quinn (temporada 2).[1]

- Izzi Rojas como Lola Porecca (temporada 2).

- Andy Han como Nick Lazaro (temporada 2)

- Ellie Zeiler como Ari Lee (temporada 3).

- Symonne Harrison como Molly King (temporada 3).

- Nick Bencivengo como Danny (temporada 3).

- Mya Nicole Johnson como Lisa (temporada 3).

- Erika Titus como Callie Lee (temporada 3).

- Josie Alesia como Electra Lee (temporada 3).

- Nikolai Soroko como Oliver (temporada 3).

- Jasmin Tatyana como Morgan (temporada 3).

- Paula Jai Parker como directora Tiffany Baker (temporada 3).
- Thaddeus Newman como Rhys (temporada 3).

- Maleah Woode como Ashley (temporada 3)

- Benni Ruby como Felicity (temporada 3).

### Recurrentes
- Paula Jai Parker como directora Catherine Merriweather (temporada 1-2).

- Nikki Crawford como Valerie St. Martin.

- Bleau Faz como Bethany (temporada 1).

- Vanessa Angel como directora Lewis (temporada 1).

- Paul Thomas Arnold como Junior Chambers (temporada 1).

- Jonah Hwang como Pete (temporada 1).

- David Snyder como Chad (temporada 2).
- Noelle Perris como Sra. Rose (temporada 2-3).

- Jennifer Lee Laks como Dana Roth (temporadas 1-2).
- Michelle Bernard como Randi Roach (temporada 1).

## Episodios

### Temporadas
| Temporada | Temporada | Episodios | Comienzo               | Final               |
| --------- | --------- | --------- | ---------------------- | ------------------- |
| ⠀         | 1         | 8         | 20 de junio de 2019    | 8 de agosto de 2019 |
| ⠀         | 2         | 8         | 5 de diciembre de 2019 | 30 de enero de 2020 |
| ⠀         | 3         | 8         | 12 de abril de 2022    | 31 de mayo de 2022  |

### Primera temporada
| N.º | Título              | Fecha de emisión original |
| --- | ------------------- | ------------------------- |
| 1   | «Don't Tell»        | 20 de junio de 2019       |
| 2   | «Tattle Wall»       | 27 de junio de 2019       |
| 3   | «The Escape»        | 4 de julio de 2019        |
| 4   | «Girl's Rule»       | 11 de julio de 2019       |
| 5   | «Birdsong»          | 18 de julio de 2019       |
| 6   | «Revenge»           | 25 de julio de 2019       |
| 7   | «Who is Heather?»   | 18 de julio de 2019       |
| 8   | «We All Wear Masks» | 8 de agosto de 2019       |

### Segunda temporada
| N.º | Título            | Fecha de emisión original |
| --- | ----------------- | ------------------------- |
| 1   | «The Haunting»    | 5 de diciembre de 2019    |
| 2   | «Programming 101» | 12 de diciembre de 2019   |
| 3   | «Takedown»        | 19 de diciembre de 2019   |
| 4   | «Who We Become»   | 26 de diciembre de 2019   |
| 5   | «New Queen»       | 9 de enero de 2020        |
| 6   | «The Crypt»       | 16 de enero de 2019       |
| 7   | «Midterms»        | 23 de enero de 2020       |
| 8   | «The Key»         | 30 de enero de 2020       |

### Tercera temporada
| N.º | Título                     | Fecha de emisión original |
| --- | -------------------------- | ------------------------- |
| 1   | «Heather Is Back»          | 12 de abril de 2022       |
| 2   | «Secrets Out»              | 19 de abril de 2022       |
| 3   | «I Think She Did It»       | 26 de abril de 2022       |
| 4   | «The Past Comes Knocking»  | 3 de mayo de 2022         |
| 5   | «Rumor Has It»             | 10 de mayo de 2022        |
| 6   | «Take Back The Narrative»  | 17 de mayo de 2022        |
| 7   | «Riddle Me This»           | 24 de mayo de 2022        |
| 8   | «The End Is The Beginning» | 31 de mayo de 2022        |

## Producción
En mayo de 2019, se anunció que Sara Shepard produciría una serie web para Brat TV, con Francesca Capaldi, Emily Skinner, Kyla-Drew, Ollie Walters, Glory Curda y Lucas Stadvec en elenco. Lilia Buckingham creará a la serie y como narradora de la serie.
El primer episodio se estrenó el 20 de junio de 2019. En noviembre de 2019, se lanzaron un teaser y el tráiler de la segunda temporada, que se estrenó el 5 de diciembre de 2019.
A través de Twitter, Brat TV insinuó que los planes para una tercera temporada estaban en desarrollo, debido a la pandemia de COVID-19. Brat TV confirmó que la tercera temporada se encuentran en desarrollo.En febrero de 2022, Brat TV confirmó que había comenzado a filmar diciendo que sería «un poco diferente» y compartió un teaser.

## Número de visitas
| Temporadas | Número de visitas (Primer episodio) | Número de visitas (Último episodio) |
| ---------- | ----------------------------------- | ----------------------------------- |
| 1          | 3.7 millones                        | 1.4 millones                        |
| 2          | 2.1 millones                        | 1.4 millones                        |
| 3          | 1.2 millones                        | 500 millones                        |